# Tscholpon-Ata

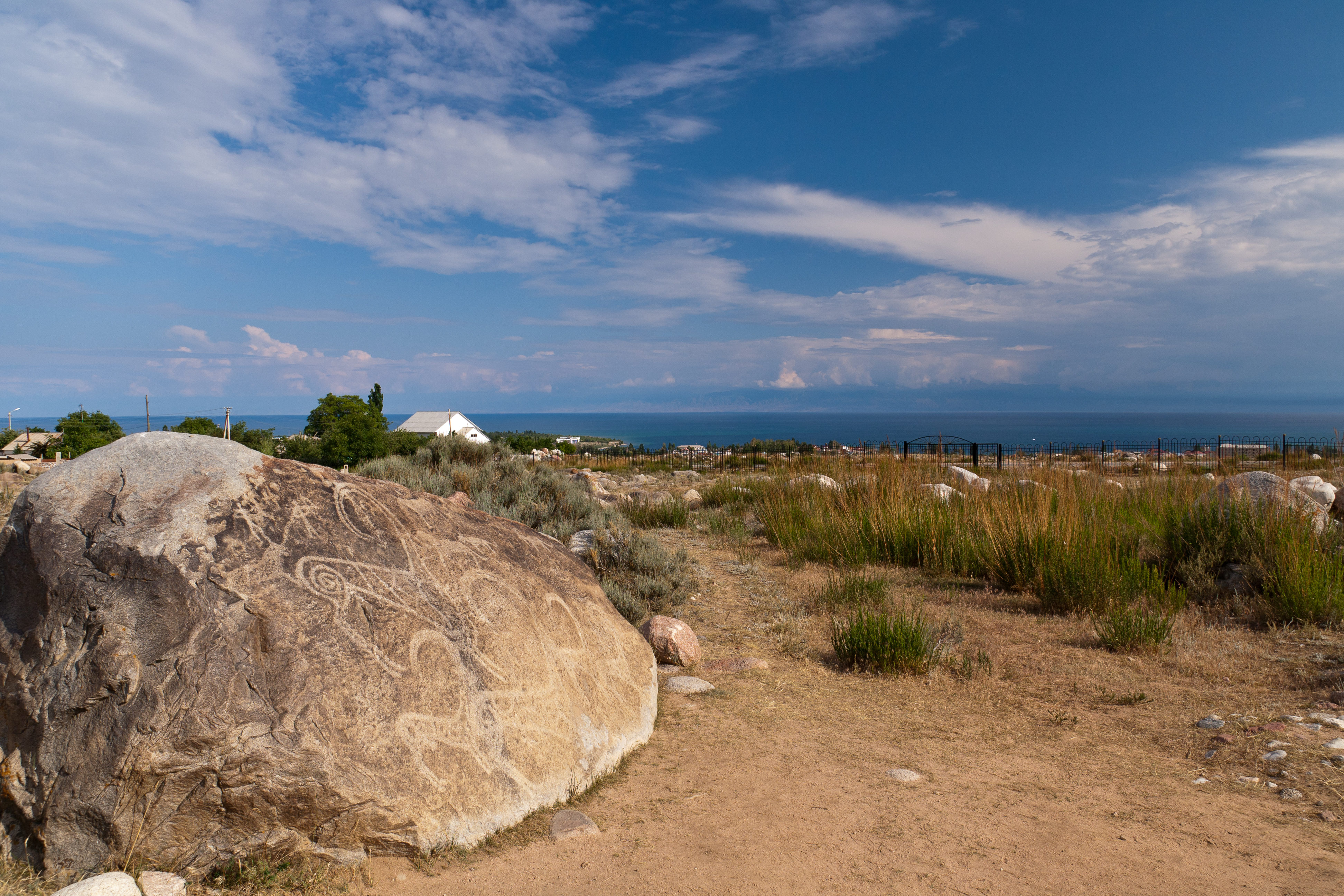
Felsen an einem Berghang bei Tscholpon-Ata mit Petroglyphen; im Hintergrund der See Yssyk-Köl

Tscholpon-Ata (kirgisisch Чолпоната) ist ein Badeort am Nordufer des Yssyk-Köl-Sees in Kirgisistan, 240 km östlich der Hauptstadt Bischkek und 135 km westlich von Karakol. Er hat 12.552 Einwohner (Stand 2022).

## Wirtschaft
Die ganzjährige Bevölkerung beläuft sich auf etwa 12.552. Der Ort enthält zahlreiche aus der Sowjetzeit stammende Hotels, Sanatorien und Gästehäuser, um die vielen Sommergäste aufzunehmen, die während der Sowjetzeit in organisierten Massenferien hier Erholung fanden und heute zumeist in kleinen Gruppen oder als Familiengäste urlauben. Wegen des relativ warmen Seewassers, des flachen Strandes, der schönen Landschaft und des verlässlich warmen Sommerwetters erfreut sich Tscholpon-Ata auch heute wieder großer Beliebtheit bei Touristen aus Kirgisistan, Kasachstan und Usbekistan. Allerdings wären erhebliche Modernisierungsinvestitionen notwendig, um anspruchsvollere Gäste aus dem Ausland anzuziehen. Viele der Hotels sind inzwischen im Besitz von Investoren aus Kasachstan, die erste Erneuerungen vornehmen. Die Trinkwasserversorgung der Stadt, die modernen Ansprüchen insbesondere hinsichtlich der Hygiene nicht mehr genügte, wird inzwischen mit Geldern der Weltbank renoviert.

## Verkehr
Der Ort liegt an der Nationalstraße A 363, die von Balyktschy im Westen entlang des Nordufers des Yssyk-Köl-Sees nach Karakol im Osten und dann entlang des Südufers wieder bis nach Balyktschy führt.
Der kleine, im Jahre 2003 angelegte Issyk-Kul International Airport (IATA-Flughafencode: IKU, ICAO-Code: UCFL) befindet sich etwa 40 km westlich von Tscholpon-Ata bei dem Dorf Tamtschy bzw. auf halbem Weg nach Balyktschy. Er hat kein Instrumentenlandesystem und ist nur bei Tag in Betrieb. Zu Sowjetzeiten besaß Tscholponata einen eigenen Flughafen, den Flughafen Tscholponata, der heute nicht mehr in Betrieb ist.

## Sport
Zwei Billard-Weltmeisterschaften fanden in Tscholpon-Ata statt; die Kombinierte-Pyramide-WM 2014 und die Freie-Pyramide-WM 2019. Auch die offenen asiatischen Sommerbiathlon-Meisterschaften fanden dort statt. Darüber hinaus war Tscholponata drei Male Austragungsort der Weltspiele der Nomaden.

## Die Felszeichnungen von Tscholponata
Zwei Kilometer nordöstlich der Ortschaft befindet sich eine archäologische Stätte mit ca. 2000 Felszeichnungen, die vor allem aus der Skytenzeit stammen (8. bis 3. Jahrhundert vor Christus). 90 % der Felszeichnungen stellen Tiere dar, wie Steinböcke, Pferde und Kamele. Die übrigen Zeichnungen sind meistens Darstellungen von Jagdszenen. Zusätzlich zu den Felszeichnungen gibt es dort Steinkreise, Grabhügel, Mauerreste und Steinskulpturen zu sehen. Die Felszeichnungen wurden 2002 mit Unterstützung der Bundesrepublik Deutschland restauriert.